# 다키자와 슈헤이
다키자와 슈헤이(일본어: 瀧澤 修平, 1993년 7월 19일 ~ )는 일본의 축구 선수이다.

## 구단 경력
그는 2016년부터 2022년까지 J리그의 FC 류큐, 미토 홀리호크, 몬테디오 야마가타, 테게바자로 미야자키에서 활동하였다.